# 异叶早熟禾
异叶早熟禾（学名：Poa diversifolia），为禾本科早熟禾属下的一个植物种。